# Habilitation
Die Habilitation ist die höchstrangige Hochschulprüfung in den meisten westeuropäischen und einigen osteuropäischen Ländern (im angelsächsischen Hochschulsystem gibt es hingegen nichts Vergleichbares), mit der im Rahmen eines akademischen Prüfungsverfahrens die Lehrbefähigung (lateinisch facultas docendi) in einem wissenschaftlichen Fach festgestellt wird. 
Die Anerkennung der Lehrbefähigung bildet die Voraussetzung für die Erteilung der Lehrberechtigung, die auch Lehrerlaubnis, Lehrbefugnis oder venia legendi (aus dem Lateinischen für „Erlaubnis vorzulesen“ [= Vorlesungen zu halten, d. h. zu lehren]) genannt wird. Im Unterschied zur Lehrbefähigung ist sie oftmals an die Einhaltung regelmäßiger Lehrverpflichtungen gebunden (Titellehre). Mit der Habilitation soll geprüft werden, ob der Wissenschaftler sein Fach in voller Breite in Forschung und Lehre vertreten kann.
Ein Habilitierender wird als Habilitand bezeichnet.

## Allgemeines
An manchen Universitäten wird nach erfolgreichem Abschluss des Habilitationsverfahrens lediglich die akademische Bezeichnung Privatdozent (PD oder Priv.-Doz.) verliehen, die dann einziges äußeres Erkennungsmerkmal der erworbenen Qualifikation ist. Zahlreiche Fakultäten verleihen jedoch zusätzlich den akademischen Grad eines habilitierten Doktors (Doctor habilitatus, kurz: Dr. habil.), welcher auch nach Beendigung der Lehrtätigkeit erhalten bleibt.
In Deutschland ist seit der Novelle des Hochschulrahmengesetzes 2002 die Habilitation im Unterschied zu früher nicht mehr die einzige Qualifikation für den Beruf des Hochschullehrers an wissenschaftlichen Hochschulen. Die Einstellungsvoraussetzungen für Professoren sind vielmehr an wissenschaftlichen Hochschulen „zusätzliche wissenschaftliche Leistungen“, die in verschiedenen institutionellen Rahmen – einer Habilitation, einer Juniorprofessur, Wissenschaftlichen Mitarbeiterstellen u. Ä. – erbracht werden können; für künstlerische und Fachhochschulen gelten entsprechende Anforderungen (vgl. die jeweiligen Hochschulgesetze der Länder).
Hinsichtlich der praktischen Bedeutung der Habilitation gibt es sehr große Unterschiede zwischen den Fächern. In manchen, zumal geisteswissenschaftlichen Fächern, ist es nach wie vor nur in Ausnahmefällen möglich, ohne Habilitation auf eine Professur zu gelangen. In die Diskussion um die Habilitation hat sich daher 2018 der Philosophische Fakultätentag als hochschulpolitische Vertretung der geistes-, kultur- und sozialwissenschaftlichen Fächer an deutschen Universitäten eingeschaltet und in einer Resolution Qualitätsstandards für gute Habilitationen formuliert.

## Herkunft und Gebrauch
Das Wort Habilitation stammt von mittellateinisch habilitatio, dieses ist seinerseits abgeleitet von habilis (geschickt, geeignet, fähig) bzw. dem Verb habilitare (geschickt machen, geeignet machen, befähigen).
In der spätmittelalterlichen Theologie wurde darunter besonders die habilitatio ad gratiam, das habilitare se ad gratiam verstanden, nämlich die nach Maßgabe der eigenen Kräfte und Möglichkeiten vom Menschen aktiv zu vollziehende Abkehr von der Sünde und Hinwendung zum Guten als Vorbereitung für das göttliche Geschenk der Gnade. Im rechtssprachlichen Gebrauch bezeichnen habilitatio und habilitare den Rechtsakt, durch den einer Person von einer kirchlichen oder weltlichen Autorität mit einer entsprechenden Urkunde die Fähigkeit zur Ausübung bestimmter Rechte verliehen wird, so bei der Wiedereinsetzung in frühere Rechte in Verbindung mit einer Absolution (absolutio et habilitatio, auch: rehabilitatio), oder als Dispens bei Ausräumung von Rechtshindernissen in der Erbfolge (habilitatio ad successionem) oder für die Wahl in ein Amt (siehe Wählbarkeitsbreve).
Im mittelalterlichen Schul- und Universitätswesen erschien die Begrifflichkeit selten und ohne besonders festgelegte Bedeutung, so zum Beispiel in Beschlüssen der Generalkapitel der Dominikaner im 15. Jahrhundert, wo habilitare neben promovere oder exponere für die an ein vorheriges Studium der Logik und Naturphilosophie gebundene Zulassung von Ordensschülern zum Studium der Theologie verwendet wurde. Im Universitätswesen der Frühen Neuzeit trat die Begrifflichkeit häufiger auf, aber ebenfalls noch ohne eindeutig festgelegte Bedeutung. So bezeichnete habilitatio zuweilen eine Disputation, die nach Erlangung des Magistergrads zusätzlich zu erbringen war, um sich auf eine Stelle in der Fakultät bewerben zu können, oder um beim Verlassen der Universität nicht das Recht auf die Erlangung eines Sitzes in der Fakultät zu verlieren. Nach einer Erklärung von Zedlers Universallexikon wurde „sich habilitieren“ auch in einem allgemeineren Sinn für das Erlangen eines akademischen Grades verwendet.
In der heutigen Bedeutung haben sich Habilitation und (sich) habilitieren nach dem Vorbild der Begriffsverwendung in den Statuten der Berliner Universität von 1816 erst im Verlauf des 19. Jahrhunderts etabliert.
Im Deutschen kann das Verb habilitieren entweder reflexiv (er habilitiert sich) oder transitiv mit Akkusativ-Objekt (die Fakultät habilitiert ihn, er wird habilitiert) gebraucht werden. In neuer Zeit ist auch der intransitive Gebrauch (er habilitiert, er hat habilitiert) üblich.

## Geschichte
Im Mittelalter begann die Lehrtätigkeit zunächst formlos nach Erlangung der akademischen Grade des Lizentiaten und des Magisters innerhalb der Artistenfakultät oder des Doktors in den höheren Fakultäten.
In der akademischen Historie ist die Habilitation eine Einrichtung der späten Neuzeit. In Zeiten der mittelalterlichen und frühneuzeitlichen Universitäten war die Habilitation weitgehend unbekannt. Die Promotion hatte hier den Stellenwert der höchsten akademischen Ausbildung; die so genannte disputatio war die Regel.
In der Zeit von Martin Luther beispielsweise, als die Theologie noch die bestimmende Disziplin an den Universitäten war, verteidigte man seine Doktorthesen mit der Disputation und wurde dann Doctor theologiae. Seine Thesen hängte man in den benachbarten Universitätsstädten aus. Dieses sogenannte schwarze Brett war die Einladung zu den Disputationen. Wer kommen wollte, kam hinzu, wobei immer einer besonders geladen war, um mit dem Kandidaten kritisch zu disputieren. Diese Disputationen wurden auch meistens veröffentlicht, jedoch nicht vom Kandidaten, sondern vom Prüfer.
Erst mit der Zeit entwickelte sich an den deutschen Universitäten aus den disputationes die Habilitation. Die Bezeichnung Habilitation kann von dem neulateinischen Befähigungsnachweis, aufbauend aus dem mittellateinischen habilitare (geschickt machen, befähigen), abgeleitet werden. Vom Hochmittelalter bis zur Reformation hatte ein Doktor noch das Recht, an allen abendländischen Universitäten zu lehren; dieses Recht wurde das ius ubique docendi genannt. Mit Einführung der Habilitation kam die Notwendigkeit hinzu, durch diese zunächst die Venia Legendi zu erwerben.
Nach der Französischen Revolution fand eine Modernisierung in der Wissenschaftspolitik statt. In diesem Gefolge, ab etwa 1815, wurde von Wissenschaftspolitikern eine Reformierung der Universitäten und der gesamten Bildungspolitik durchgeführt. In dieser Zeit setzten sich Standards für die Lehrbefähigung mit der Habilitation und für die Berufung von Professoren durch.

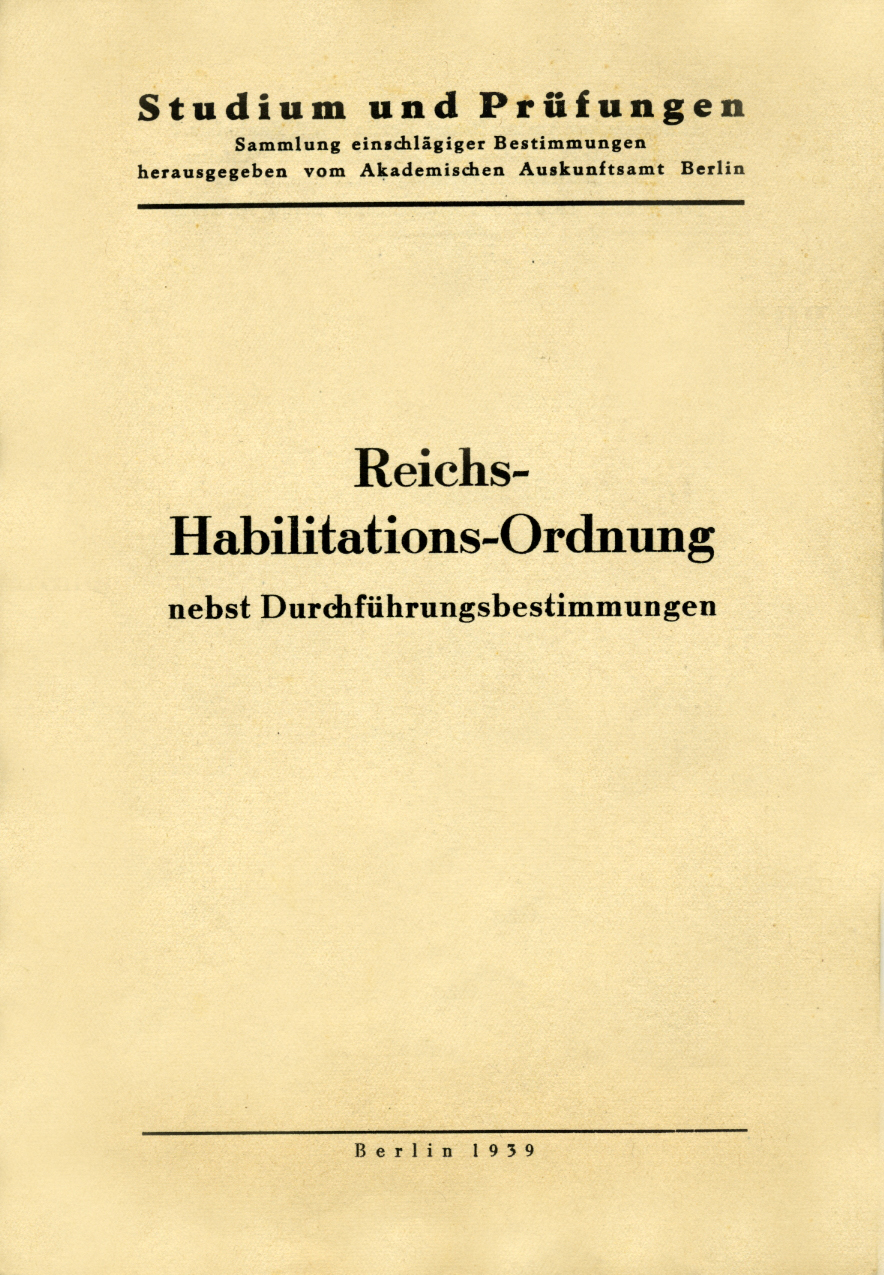
Reichs-Habilitations-Ordnung 1939

Für die Hochschulen des Deutschen Reiches wurden mit Runderlass vom 13. Dezember 1934 einheitliche Bestimmungen für die Habilitation und den Erwerb der Lehrbefugnis erlassen. Der durch die politischen Entwicklungen entstandene Mangel an Hochschullehrernachwuchs und weitere Gründe führten 1939 zu einer Neufassung der Reichs-Habilitations-Ordnung. Diese regelte ein abgekürztes Verfahren und eine wirtschaftliche Sicherstellung des Hochschullehrernachwuchses dadurch, dass die Dozenten fortan mit der Verleihung der Lehrbefugnis in das Beamtenverhältnis berufen wurden, d. h. außerplanmäßige Beamte auf Widerruf wurden.
In der Deutschen Demokratischen Republik wurde die Habilitation zur Promotion B umbenannt. Ansprüche und Verfahren spiegelten aber in ihren Grundzügen das Habilitationsverfahren wider. Die Habilitation konnte auf unterschiedlichem Wege, u. a. durch eine wissenschaftliche Aspirantur oder neben einer wissenschaftlichen Tätigkeit erreicht werden. Für eine Lehrtätigkeit an einer Hochschule musste der Zusatzabschluss der Facultas Docendi (Lehrbefähigung) in einem Zusatzverfahren unabhängig von der Habilitation (Promotion B) erlangt und durch eine eigene Urkunde nachgewiesen werden.
Erforderlich wurde die Habilitation, da Niveau und Umfang der meisten Dissertationen den gesteigerten Ansprüchen im 19. und frühen 20. Jahrhundert nicht mehr zu genügen schienen; die erste substanzielle Forschungsleistung war damals oft die Habilitationsschrift. In vielen, zumal geisteswissenschaftlichen Fächern erfolgt die Promotion heute aber weitaus später als damals (statt mit Anfang 20 eher zehn Jahre später). Dissertationen in diesen Disziplinen können sich qualitativ inzwischen nicht selten durchaus mit Habilitationsschriften messen und wichtige Forschungsbeiträge darstellen. Dies ist einer der Gründe, weshalb die Notwendigkeit des zweiten Buches in einigen Fächern mittlerweile umstritten ist.
An Universitäten und gleichgestellten Hochschulen war die Habilitation in Deutschland bis Ende des 20. Jahrhunderts in den meisten Fächern (außer Ingenieurwissenschaften und künstlerischen Fächern) Regelvoraussetzung für die Berufung zur Professur, wobei gleichwertige wissenschaftliche Leistungen de iure ebenso als Qualifikation anerkannt waren. Mit der in Anlehnung an angelsächsische Bildungssysteme seit 2002 in Deutschland geschaffenen Juniorprofessur/Juniordozentur ist die Möglichkeit, ohne Habilitation zum Professor an einer Universität berufen zu werden, erweitert worden. Dieser Qualifikationsweg konkurriert mit der Habilitation, sodass diese seither (mit allerdings großen Unterschieden zwischen den Fächern und Wissenschaftszweigen) etwas an Bedeutung verloren hat und ihre Zahl in den ersten Jahren nach 2002 um etwa ein Drittel zurückging, bevor sie sich auf diesem Niveau stabilisierte. Faktisch spielt die Habilitation heute auch in Deutschland in vielen Fächern nach wie vor eine wichtige Rolle, weshalb viele Juniorprofessoren dort auch eine Habilitation anstreben, in anderen dagegen kaum noch.

## Habilitationsverfahren
Das Recht, Habilitationsverfahren durchzuführen, liegt bei den Fakultäten oder Fachbereichen einer Universität oder gleichrangigen Hochschule.
Die Bedingungen für die Habilitation, in Österreich bundeseinheitlich geregelt, sind in Deutschland im Rahmen der Landesgesetze in der Habilitationsordnung einer jeden Hochschule festgelegt und umfassen als Vorbedingung die Promotion, sodann die Habilitationsschrift (opus magnum, lateinisch: großes Werk) oder mehrere wissenschaftliche Veröffentlichungen herausragender Qualität (kumulative Habilitation). Weiterhin sind üblich eine mündliche Prüfung mit einem Fachvortrag vor der Fakultät, anschließender eingehender wissenschaftlicher Aussprache in Form eines Kolloquiums, auch als Disputation bezeichnet, sowie einer öffentlichen Vorlesung. Die pädagogisch-didaktische Eignung wird meist durch eine studiengangbezogene Lehrveranstaltung nachgewiesen.
In Deutschland wird in einigen Bundesländern mit der Habilitation der akademische Grad eines habilitierten Doktors (Dr. habil.) verliehen, sodass der bestehende Doktorgrad um den Zusatz habil. (habilitata/habilitatus) erweitert werden darf. In der DDR wurde seit 1969 dem Doktorgrad der Zusatz sc. für scientiae angefügt, nachdem die Promotion B abgeschlossen und der „Doktor der Wissenschaften“ erlangt war gemäß Promotionsordnung vom 21. Januar 1969.
Die Habilitation weist die Lehrbefähigung nach; die Lehrbefugnis wird dem Habilitierten in der Regel auf Antrag durch die Verleihung der akademischen Bezeichnung Privatdozent zuerkannt, sofern er Vorlesungen an der Universität hält. Der Privatdozent gehört oft zur Gruppe der Hochschullehrer (die Formulierung des HRG ist hier irreführend bzw. nicht einschlägig, da dies ausschließlich durch Landesrecht bestimmt wird, z. B. in Bayern durch Art. 2(3) BayHSchPG). Habilitation und Lehrbefugnis begründen aber ausdrücklich kein Dienstverhältnis und keine Anwartschaft auf Begründung eines Dienstverhältnisses. Nicht selten werden Privatdozenten aber nach längerer Lehrtätigkeit zu außerplanmäßigen Professoren ernannt.

### Voraussetzungen
Die Habilitation wird erst nach eingehender Beurteilung des Habilitanden durch eine Habilitationskommission erteilt. Sie ist die höchste akademische Prüfung, in der herausragende Leistungen in wissenschaftlicher Forschung und Lehre nachzuweisen sind. Voraussetzungen sind in der Regel:
- die vorherige Promotion, mit der die Fähigkeit zum eigenständigen Forschen bescheinigt wurde,
- die Vorlage einer Habilitationsschrift oder (im Falle einer kumulativen Habilitation) einer Anzahl aufeinander bezogener Aufsätze,
- sonstige Veröffentlichungen, die das wissenschaftliche Können des Kandidaten nachweisen, und
- Erfahrung in der wissenschaftlichen Lehre. Wenn diese noch fehlt – wie beispielsweise bei hochschulexternen Forschern aus der Industrie oder aus medizinischen Einrichtungen –, wird sie oft anhand einer Reihe von Probevorlesungen festgestellt.

Zunächst sind formale Voraussetzungen zu prüfen, zu denen unter anderem die persönliche Unbescholtenheit gehören kann.
In jüngerer Zeit haben viele deutsche Universitäten das Habilitationsverfahren stärker formalisiert und unter anderem die Notwendigkeit der Betreuung durch ein bereits habilitiertes Mitglied der Fakultät eingeführt.

### Habilitationsgesuch
Der Bewerber reicht einen schriftlichen Antrag auf Zulassung zur Habilitation unter Angabe des Fachs oder Fachgebiets, für welches er die Lehrbefähigung erlangen will (Habilitationsgesuch), beim Dekan der zuständigen Fakultät der gewählten Universität ein. Dem Habilitationsgesuch sind üblicherweise beizufügen:
1. die Habilitationsschrift oder gleichwertige wissenschaftliche Veröffentlichungen in jeweils fünf Exemplaren,
2. die Erklärung, dass die Habilitationsschrift und andere vorgelegte wissenschaftliche Arbeiten vom Bewerber selbst angefertigt wurden sowie dass keine anderen als die darin angegebenen Hilfsmittel verwendet wurden und wörtlich oder inhaltlich übernommenen Stellen als solche gekennzeichnet sind; bei gemeinschaftlichen Arbeiten die Angabe, worauf sich die Mitarbeit des Bewerbers erstreckt,
3. ein Verzeichnis der wissenschaftlichen Veröffentlichungen des Bewerbers, nach Möglichkeit unter Beifügung von Sonderdrucken. Forschungsergebnisse, die in noch nicht veröffentlichter Form vorliegen, können ergänzend in Manuskriptform eingereicht werden.
4. ein Lebenslauf, der über den persönlichen und beruflichen Werdegang Auskunft gibt,
5. geeignete Nachweise über die Voraussetzungen (Doktorgrad und wissenschaftliche Tätigkeit), insbesondere das Doktordiplom, die Dissertation und eine Darstellung der bisherigen wissenschaftlichen Lehrtätigkeit,
6. eine Erklärung über etwaige frühere Habilitationsgesuche an anderen Hochschulen und über deren Ergebnisse,
7. drei Themenvorschläge für den wissenschaftlichen Vortrag sowie ggf. drei Themenvorschläge für die Probevorlesung; die Themenvorschläge können bis zur Entscheidung über die Annahme der Habilitationsschrift vom Bewerber abgeändert werden,
8. eine Erklärung, dass ein an die zuständige Fakultät zu übersendendes Führungszeugnis nach § 30 Abs. 5 Bundeszentralregistergesetz bei der zuständigen Meldebehörde beantragt wurde.

Dem Habilitationsgesuch kann ein Vorschlag über bis zu drei mögliche Gutachter beigefügt werden. Der Vorschlag begründet keinen Anspruch auf Berücksichtigung.
Unterlagen sind in schriftlicher Form einzureichen und müssen vom Bewerber unterschriftlich autorisiert oder amtlich beglaubigt sein. Die Zahl der erforderlichen Gutachten schwankt, aber es sind überall mindestens drei erforderlich, darunter mindestens ein externes.

### Habilitationsschrift
Die Habilitationsschrift muss in Deutschland im Gegensatz zur Dissertation in der Regel nicht auf reguläre Weise (d. h. meist in einem Verlag oder in der Publikationsreihe eines Hochschulinstituts) publiziert werden, um das Verfahren abzuschließen. Daher bleibt eine Habilitationsschrift nicht selten unveröffentlicht. Sie muss aber mehrere formale und inhaltliche Erfordernisse erfüllen und den Standards einer wissenschaftlichen Monographie entsprechen. Die wesentlichen Aspekte sind gesetzlich geregelt, wozu de facto noch die speziellen Usancen des jeweiligen Fachgebietes kommen. Die meisten deutschen Habilitationsordnungen schreiben vor, dass zumindest eine der mindestens drei schriftlichen Stellungnahmen, die zu der Arbeit angefordert werden, von einem externen Gutachter verfasst wird.
An Stelle der Habilitationsschrift können meist auch eine Anzahl von Fachpublikationen mit dem einer Habilitationsschrift entsprechenden wissenschaftlichen Gewicht angenommen werden (kumulative Habilitation). In den meisten Fächern ist aber die Einreichung einer Monographie die Regel.
Durch die Habilitation soll der Bewerber seine besondere Befähigung zu selbstständiger wissenschaftlicher Forschung und Lehre in der ganzen Breite seines Fachs nachweisen. Mit der Habilitation wird der Nachweis der Lehrbefähigung (facultas docendi) erbracht; dies ist die Voraussetzung für die Erteilung der Lehrbefugnis als venia legendi. Die Habilitation oder gleichwertige wissenschaftliche Leistungen sind eine in Deutschland übliche Voraussetzung für die Berufung als Universitätsprofessor. Das erfolgreiche Absolvieren einer Juniorprofessur ist dem seit einiger Zeit de jure gleichgestellt; in der Praxis schwankt die Handhabung stark von Fach zu Fach.
In der DDR wurde gemäß Promotionsordnung vom 21. Januar 1969 die Promotion B anstelle der früheren Habilitation erlangt, wofür die Einreichung einer Dissertation B erforderlich war. Mit der Promotion B war jedoch anders als bei der Habilitation kein Erwerb einer Lehrbefähigung verbunden; diese musste in einem eigenständigen Verfahren zur Erlangung der „facultas docendi“ erworben werden, das im Allgemeinen vorher abgewickelt wurde. Dagegen galt die Lehrbefugnis „venia legendi“ mit der Berufung zum Hochschullehrer (Hochschuldozent oder Professor) als erteilt und musste nicht besonders beantragt werden.

### Kumulative Habilitation
Eine kumulative Habilitation (auch als Sammelhabilitation bezeichnet) ist eine Art der Habilitation, die durch mehrere Veröffentlichungen in Fachzeitschriften zur Habilitation führt. Dadurch werden Habilitierende dazu ermutigt, die Ergebnisse ihrer wissenschaftlichen Arbeit schon frühzeitig der Öffentlichkeit zugänglich zu machen. Sie zielt im internationalen Umfeld auch darauf ab, die akademische Selektion nicht auf eine Einzelleistung zu konzentrieren, und sicherzustellen, dass die Habilitationsleistungen veröffentlicht werden.

### Umhabilitation
Wer habilitiert oder durch eine gleichwertige Qualifikation (Österreich: gleichzuhaltende Qualifikation) an einer Universität zum Privatdozenten bzw. Hochschuldozenten ernannt worden ist, kann in der Regel auch an einer anderen Universität zum Privatdozenten ernannt werden, wobei die dortige Venia Legendi auf der Basis eines verkürzten Verfahrens, der Umhabilitation, erworben wird. Die Qualifikation als habilitierter Doktor an sich bleibt erhalten, auch wenn man die bisherige Universität verlässt. Lediglich die Zulassung zur Lehre an einer anderen Universität muss neu erworben werden. Ähnliches gilt für die Erweiterung der Habilitation auf ein angrenzendes Fachgebiet. In diesem Fall genügt in der Regel die Vorlage einschlägiger Publikationen und ein Probevortrag, um die Lehrbefähigung auch auf dem neuen Fachgebiet nachzuweisen. Auch dieser Vorgang wird oft als Umhabilitation bezeichnet.

## Stellensituation der Habilitanden
Während des Habilitationsverfahrens ist der Habilitand oft als wissenschaftlicher Mitarbeiter oder Akademischer Rat auf Zeit an der Hochschule beschäftigt, an der das Verfahren läuft. Zwingende Voraussetzung für die Habilitation ist dies jedoch nicht: Viele Habilitanden finanzieren sich heute über Projektstellen, etwa im Rahmen von Sonderforschungsbereichen oder Exzellenzclustern, oder werben gezielt Drittmittel ein, um an ihrer Habilitationsschrift arbeiten zu können. Gelegentlich habilitieren sich auch Mitarbeiter nichtuniversitärer Forschungseinrichtungen, anderer Hochschulen, insbesondere im Ausland, von Fachhochschulen, aus der Industrie oder dem Lehrberuf an Gymnasien (externe Habilitation). Ein Drittel der Juniorprofessoren habilitiert sich neben der Tätigkeit als Juniorprofessor. Manche Habilitanden finanzieren sich über Stipendien oder die Mitarbeit an Drittmittelprojekten. Bei drittmittelfinanzierten Stellen ist eine Verbeamtung nicht möglich, so dass die dienstliche Stellung zwingend die eines wissenschaftlichen Mitarbeiters oder eines Stipendiaten sein muss.
Früher waren Habilitanden oft als Wissenschaftlicher Assistent bzw. Hochschulassistent auf Zeit beamtet. Wegen der mit der Einführung der Juniorprofessur im Jahr 2002 einhergegangenen Abschaffung der Besoldungsgruppe C 1 der Besoldungsordnung C für Hochschulassistenten war zunächst keine Verbeamtung auf Zeit für Habilitanden mehr möglich. Somit hatte sich nach der Reform die Attraktivität von Habilitationsstellen merklich verschlechtert, da die Netto-Bezahlung nunmehr immer, trotz der höheren Funktion, deutlich unter der z. B. eines beamteten Schullehrers (Besoldungsordnung A 13) lag. Manche Fachbereiche behalfen sich mit als Juniorprofessuren getarnten Habilitationsstellen. Alle Bundesländer außer Brandenburg, Mecklenburg-Vorpommern und Sachsen-Anhalt haben innerhalb weniger Jahre mit einer Anpassung ihrer Landeshochschulgesetze reagiert und Akademische Räte auf Zeit (A 13) eingeführt. Allerdings bleibt es dort wie vor den Reformen den einzelnen Hochschulen überlassen, ob sie ihren Habilitanden ein Beamtenverhältnis auf Zeit oder ein befristetes Angestelltenverhältnis anbieten, was unterschiedlich gehandhabt wird.

## Lehrbefähigung und Lehrberechtigung
Die Lehrberechtigung (Venia Legendi) wird für ein bestimmtes Fach verliehen. Voraussetzung für die Lehrberechtigung ist die Lehrbefähigung (Facultas Docendi), die nach bisherigem Recht durch die Habilitation, eine gleichwertige Leistung oder nach einer erfolgreich absolvierten Juniorprofessur verliehen wird. Die Unterscheidung von Lehrbefähigung und Lehrerlaubnis war zum Beispiel in Bayern durch das Hochschullehrergesetz geregelt oder durch die länderspezifischen Gesetzgebungen. Für Fachhochschulen gelten andere Regelungen zum Erwerb der Lehrberechtigung als bei den Universitäten und ihnen statusmäßig gleichgestellten Hochschulen.

## Statistik und Fakten
Im Jahr 2023 schlossen in Deutschland 1592 Personen ihre Habilitation erfolgreich ab. Der Anteil der Frauen lag bei 37 Prozent, der Anteil der Ausländer bei 13 Prozent, das Durchschnittsalter bei 42 Jahren. 60 % aller Habilitationen erfolgten im Bereich der Humanmedizin und Gesundheitswissenschaften. Die Zahl der Habilitationen stieg seit 1985 stetig an und erreichte im Jahr 2002 mit 2302 Verfahren ihren bisherigen Höchststand. Seit 2003 sank die Zahl der Habilitationsverfahren wieder auf 1646 im Jahr 2012 und 1535 im Jahr 2022. Der Rückgang der Habilitationsverfahren dürfte zum Teil auf die Einführung der Juniorprofessur zurückzuführen sein.
Der Frauenanteil bei den Habilitationen ist von 18,4 % im Jahr 2000 auf 30,4 % im Jahr 2016 und 32 % 2018 gestiegen. Von den insgesamt 1581 Wissenschaftlern, die sich 2016 in Deutschland habilitierten, waren 481 weiblich. Die meisten Habilitationen (802) gab es 2016 in der Humanmedizin und den Gesundheitswissenschaften. In dieser Fächergruppe lag der Frauenanteil mit 26 % (206 Habilitationen) deutlich unter dem Durchschnitt. Den höchsten Frauenanteil verzeichneten die Rechts-, Wirtschafts- und Sozialwissenschaften mit 42 %. 194 Habilitationen wurden von ausländischen Wissenschaftlern abgeschlossen. Auch hier betrafen die meisten (73) die Humanmedizin und die Gesundheitswissenschaften. Der Anteil der Habilitationen ausländischer Wissenschaftler stieg in einem Jahr von 10 % auf 12 % an.
2019 lag das Durchschnittsalter der Habilitanden in Nordrhein-Westfalen bei knapp 41 Jahren, in Hessen bei 43 Jahren. In den Geisteswissenschaften erfolgt sie zumeist später, so liegt der Median in der Geschichtswissenschaft bei 44 Jahren.

## Habilitation außerhalb der DACH-Länder
Die Habilitation als akademische Qualifikation der Hochschullehrer als Dozent ist neben den DACH-Ländern Deutschland, Österreich und der Schweiz auch in anderen Staaten Europas vorgesehen, insbesondere in mittel- und osteuropäischen Ländern wie Polen, der Slowakei, Ungarn, der Ukraine und Russland, aber auch in Finnland und Schweden (Dozent). In vielen Ländern tritt eine staatlich geprüfte Zusatzqualifikation anstelle der Habilitation, z. B. in Dänemark und den Niederlanden.
In Österreich ist neben dem Habilitationsverfahren in den Wissenschaften auch eines in den Künsten vorgesehen. Grundlage bildet ein künstlerischer Studienabschluss mindestens auf Master- oder Diplomniveau. Statt wissenschaftlichen Leistungen wie Publikationen müssen künstlerische Leistungen nachgewiesen werden. Die Habilitationsschrift wird durch einen kürzeren schriftlichen Beitrag ersetzt. Auch in künstlerischen Fächern gilt für habilitierte Hochschullehrer die Bezeichnung Privatdozent.
In Frankreich hat sich die Habilitation à diriger des recherches (HDR) inzwischen wieder fest als zentrale Qualifikation zur Zulassung zur Professur etabliert.
In vielen europäischen und den meisten außereuropäischen Ländern war das Habilitationsverfahren nie vorgesehen (bspw. in Großbritannien und den USA) oder wurde abgeschafft (z. B. die libera docenza in Italien). Im internationalen Bereich wird auf umfangreiche Veröffentlichungen, die so genannte Publikationsliste, zu wissenschaftlichen Sachverhalten und Forschungsergebnissen, bevorzugt in international angesehenen Fachzeitschriften, Wert gelegt. An die Stelle der Habilitationsschrift tritt dabei in manchen Fächern die formlose Anforderung, eine zweite wissenschaftliche Monographie neben der Dissertation vorzulegen.

## Kritik
Manche Hochschulpolitiker und -funktionäre bewerten das traditionelle Habilitationsverfahren als nicht mehr zeitgemäß. Die Qualifikation zur selbstständigen Forschung werde bereits mit der Dissertation erbracht. Der Aspekt der Lehre werde bei der Habilitation zwar formell einbezogen, habe aber in der Realität im Verhältnis zur Habilitationsschrift eine äußerst untergeordnete Bedeutung für das Prüfungsverfahren. Außerdem erfüllten die meisten Habilitationsschriften nicht die eigentlich geforderte, über eine Dissertation hinausgehende, Abdeckung der Breite des Fachwissens für die Qualifikation zur akademischen Lehre, sondern nur die einer weiteren Dissertation. Besonders problematisch sei der immense Zeitaufwand, der dazu führt, dass die Habilitierten erst in einem fortgeschrittenen Alter in das eigentliche Berufsleben treten, was sowohl privat-familiäre wie auch ökonomische Konsequenzen hat, die Absolventen aber auch im Vergleich zum Ausland schlechter stellt. Viele Privatdozenten haben nur geringe Einkommen, wenn sie keine Professur bekommen, weil für eine Anstellung außerhalb der Universität die Habilitation kaum honoriert wird und zu viele Jahre seit der Promotion vergangen sind. Von prominenten Wissenschaftlern wurde daher die ersatzlose Abschaffung der Habilitation gefordert, was schließlich 2002 in Zusammenhang mit der Einführung der Juniorprofessur realisiert wurde. Diese Abschaffung wurde allerdings 2004 durch eine Klage dreier Bundesländer wieder aufgehoben. Ernst-Ludwig Winnacker bezeichnete als Präsident (1998–2006) der Deutschen Forschungsgemeinschaft (DFG) die Habilitation als obsolet, ein Karrierehindernis und letztlich ein Herrschaftsinstrument altgedienter Professoren über den Nachwuchs. Trotzdem ist man in vielen (vornehmlich geisteswissenschaftlichen) Fachbereichen vom Sinn der Habilitation weiterhin überzeugt. Auch die meisten Hochschulleitungen sehen die Habilitation in bestimmten Fächern weiterhin als entscheidendes Qualifikationsmerkmal.